# 邓稼先
邓稼先（1924年6月25日—1986年7月29日），安徽怀宁人，中国理论物理学家，核物理学家，中国科学院学部委员，第12届中共中央委員、九三學社委員。邓稼先本科毕业于中华民国的国立西南联大，后赴美国求学、1950年获得普渡大学物理学博士学位。邓稼先为中华人民共和国的原子弹研制做出了重大贡献，并于1999年被评为“两弹一星元勋”。

## 早年生活
邓稼先1924年6月25日出生于中华民国安徽怀宁，六世祖邓石如是清代有名的书法家，祖父邓艺荪曾于民国元年任安徽省教育司长，父亲邓以蛰是著名美学家和艺术理论家，先后任清华大学、北京大学教授。出生八个月后，邓稼先随母亲北上北平，在北平长大。
邓稼先1945年毕业于国立西南联合大学物理系，后在北京大学任教。1948年10月赴美国普渡大学物理系留学，1950年获物理学博士学位，時年26歲。他的博士导师为弗雷德里克·贝林凡特，博士论文题目为《氘核的光致蜕变》（英語：The Photo-disintegration of the Deuteron）。在獲得博士學位後數天就搭乘威爾遜總統號客輪去中國大陸發展科學事業。

## 科研生涯

### 历任职位
邓稼先历任中国科学院近代物理研究所助理研究员、副研究员，1956年加入中国共产党，1958年秋任二机部第九研究所理论部主任、1972年任核工业部第九研究院副院长、1979年任第九研究院院长，1982年4月9日国务院任命邓稼先为核工业部科技委副主任（主任为姜圣阶，另一副主任为王淦昌），1986年6月中央军委任命邓稼先为国防科工委科技委副主任。第12届中共中央委员。

### 两弹元勋
邓稼先在核弹、氢弹研究中，领导开展了爆轰物理、流体力学、状态方程、中子输运等基础理论研究，对原子弹的物理过程进行了大量模拟计算和分析，迈出了中国独立研究核武器的第一步。领导完成原子弹的理论方案，并参与指导核试验的爆轰模拟试验。原子弹试验成功后，立即组织力量，探索氢弹设计原理，选定技术途径。他生前共参与了中国进行的32次核试验，其中亲自去罗布泊指挥试验队的就达到15次。
邓稼先是中国核武器事业重要的开拓者与奠基人，对中国核科学事业做出了突出贡献，被称为“两弹元勋”。

### 文革
文化大革命時，有留学美国背景的邓稼先处境曾十分危险。1969年中苏两国处于核战争边缘，作为“两弹一星”核心基地的青海“221”核武器研究基地于1969年11月经周恩来批准实行军管，后来黄永胜指派海军副司令、国防科委副主任赵启民以及公安部领导成员、原空军副军长赵登程任军管组正、副组长。众多核武科学家遭军管组的“二赵”批斗，炸药专家钱晋被批斗拷打至死。1971年中美关系解冻（參考乒乓外交），该年7月杨振宁首度到中华人民共和国探親並欲與邓稼先聚舊，周恩来把邓稼先召回北京，邓稼先因此脱离在青海的文革迫害，于敏、陈能宽、胡思得也連帶得救，自那以后沒人再敢危害该核试验基地科學家性命。

## 获奖及荣誉
- 1982年获国家自然科学奖一等奖。
- 1985年，即研究原子弹和氢弹成功二十多年后，获奖金人民币10元（当时邓稼先所在单位该项奖金分10元、5元、3元三个等级）。[11]
- 1986年获国家科技进步奖特等奖，同年获全国劳动模范称号。
- 1986年邓稼先去世后国防科技成果办公室追授其生前两篇论著《原子弹的突破及武器化》、《氢弹的突破及武器化》为特等奖，奖金人民币1000元；另外，突破中子弹等两项研究成果，奖金人民币2000元；其家人将这些奖金全部捐给了邓稼先所在单位的“科技奖励基金会”。[11]

- 1999年9月被追授“两弹一星功勋奖章”。[3]
- 2019年12月18日，入选“中国海归70年70人”榜单。

## 个人生活

### 家庭

鄧稼先全家福 攝於1958年

- 妻子：许鹿希（1928年8月11日-）[12]许德珩之女。
- 女儿：邓志典（1954年10月-）[13]
- 儿子：邓志平（1956年11月-）

### 与杨振宁的私交
鄧稼先與諾貝爾物理學獎得主楊振寧自幼私交甚密，兩人均為安徽人，曾一同就讀於崇德中學、西南聯合大學，其後赴美深造期間仍保持聯繫，兩者的父親亦是多年之交。楊振寧在鄧稼先去世後於1993年8月21日在《人民日報》發表了同名傳記型文章——《鄧稼先》以紀念二人五十餘年的友誼。杨振宁认为“邓稼先是我中学、大学、在美国的知心朋友，我想他跟我的关系不止是学术上的关系，也超过了兄弟的关系”。

### 性格
不同于被称为“原子弹之父”的美国理论物理学家奥本海默，杨振宁称他们两人：“性格截然相反”、“（邓稼先）始终真诚谦虚，从不炫耀”。

## 逝世情况
邓稼先曾在1979年一次核航弹空投试验失败后接触过用于制造其核装置的钚，1986年因身患长期放射伤害导致的直肠癌症逝世。

## 著作
- 《邓稼先文集》安徽教育出版社 / 2003-12
- 《邓稼先学术讲义I》
- 《邓稼先学术讲义II-量子场论》(重排本) 2014 北京大学出版社
- 《邓稼先学术讲义III-群论》（重排本） 2014 北京大学出版社

## 后世纪念
- 电影《横空出世》中，主角陆光达的原型即为邓稼先。
- 在深圳华为基地，有一条以他名字命名的道路——稼先路。
- 在今安徽省安庆怀宁县县城，有一条以他命名的主干道——稼先大道，这条大路是怀宁县城两条主干道之一，另一条名为“独秀大道”。